# Erebus exterior
Erebus exterior är en fjärilsart som beskrevs av Walker 1858. Erebus exterior ingår i släktet Erebus och familjen nattflyn. Inga underarter finns listade i Catalogue of Life.